# Sasso di Valfredda
Il Sasso di Valfredda è una cima dolomitica alta 3009 m che fa parte del gruppo della Marmolada e si trova in Provincia di Belluno. La salita avviene per terreno roccioso friabile e tratti in roccia ed è riservata solo ad escursionisti esperti. 